# Illapelia penai
Illapelia penai är en insektsart som beskrevs av Frédéric Carbonell och A. Mesa 1972. Illapelia penai ingår i släktet Illapelia och familjen Ommexechidae. Inga underarter finns listade i Catalogue of Life.